# Cookie Jar Entertainment
Pour les articles homonymes, voir CINAR.
Cookie Jar Entertainment, anciennement nommé Cinar est un studio d'animation canadien fondé le 20 juillet 1976 par Micheline Charest et son mari Ronald A. Weinberg au  Canada.

## Histoire
Les activités initiales de Cinar se consacraient à l'animation. En 1993, Cinar est devenu un organisme public.[réf. nécessaire]
En 1988, Cinar a fondé la maison d'édition Les Éditions de la Rue Saint-André.
Cinar a déménagé de la rue Saint-André, en 1994, au boulevard René-Lévesque Est, toujours à Montréal.
Le studio a été renommé Cookie Jar Entertainment le 12 mars 2004.
En juillet 2008, Cookie Jar rachète le studio Diffusion Information Communication.
Le 27 août 2009, Cinar a été reconnue coupable de violation de droits d'auteur envers Claude Robinson pour la création et diffusion frauduleuse de la série pour enfant Robinson Sucroë. Ce jugement ayant été porté en appel, les trois juges de la Cour d'appel ont confirmé le verdict le 20 juillet 2011, accordant cependant une diminution de moitié des dommages à payer à M. Robinson. Un appel à la Cour suprême du Canada a été auditionné le 13 février 2013. Le jugement de la  Cour suprême du Canada est donnée 23 décembre 2013, la Cour ordonne au consortium de Cinar et France Animation de payer 4 millions de dollars pour avoir plagié l'œuvre de Claude Robinson.
En octobre 2009, Cinar a reconnu qu'elle n'avait pas respecté les règles de financement des productions télévisuelles canadiennes, ce qui lui avait permis d'obtenir des montants supérieurs de différentes instances financières canadiennes.
Le 20 août 2012, DHX Media annonce son intention d'acheter Cookie Jar Group pour 111 millions d'USD,,, acquisition finalisée en octobre 2012,.
Le 23 décembre 2013, la Cour suprême du Canada donna, à l'unanimité, raison à Claude Robinson et oblige Cinar à lui payer 4 millions de dollars canadiens en dommages-intérêts et en honoraires extrajudiciaires, mettant fin à une bataille judiciaire de 18 ans,.

## Filmographie

### Séries produites par Cinar
- Air Academy
- Albert le cinquième mousquetaire
- Arthur (saison 1 à 8)
- Bamboubabulle
- Bêtes à craquer
- Caillou (saison 1 à 3)
- Charlie et Lola
- C.L.Y.D.E
- Dr.Xargle (1990) (co-produit par King Rollo Films)
- Fais-moi peur ! (1992-2000) (co-production avec YTV et Nickelodeon)
- Ivanhoe chevalier du roi
- La Légende de Croc-Blanc
- La maison de Ouimzie
- Le Monde irrésistible de Richard Scarry
- Les Babalous
- Les Baskerville
- Les Belles Histoires du père Castor
- Les Contes du Chat Perché
- Les Enquêtes de Miss Mallard
- Les Exploits d'Arsène Lupin
- Les Intrépides
- Mona le vampire
- Patates et Dragons
- Robin des Bois Junior (1991) (co-produit par Hanna-Barbera)
- Robinson Sucroë
- Souris des villes, souris des champs
- Zoboomafoo

### Séries produites par Cookie Jar
- Arthur (saison 9 à 15)
- Caillou (saison 4 et 5)
- Charlotte aux fraises
- Doodlebops
- Johnny Test
- Pinky Dinky Doo
- Méli mélo
- Ni Hao, Kai-Lan
- Stella et Sacha
- Skunk Fu!
- Umizoomi
- Will et Mathis